# فيتور غونسالفيس
فيتور غونسالفيس هو لاعب كرة قدم برتغالي في مركز الوسط، ولد في 29 مارس 1992 في البرتغال. شارك مع منتخب البرتغال تحت 21 سنة لكرة القدم. أما مع النوادي، فقد لعب مع نادي بورتيمونينسي ونادي جل فيسنتي.

## وصلات خارجية
- فيتور غونسالفيس على موقع قاعدة بيانات كرة القدم.إي يو (الإنجليزية)
- فيتور غونسالفيس على موقع Soccerway.com (الإنجليزية)